# Santiago Giraldo Salazar
Santiago «Santi» Giraldo Salazar (Pereira, 27 de novembre de 1987) és un tennista professional colombià retirat.
No va arribar a guanyar cap títol individual però va disputar una final a Barcelona (2014). Va arribar a ocupar el lloc 28 del rànquing individual i és el tennista colombià que ha ocupat el lloc més alt del rànquing en categoria individual. Va formar part de l'equip colombià de Copa Davis.

## Biografia
Fill d'Elsa i Eduardo, té dos germans anomenats Carmina i Daniel.
Va crear la fundació «Fundación Santi Giraldo» l'any 2014 amb l'objectiu d'ajudar socialment i econòmicament infants pobres mitjançant el tennis.
Va tenir una relació sentimental amb la tennista romanesa Sorana Cîrstea entre els anys 2014 i 2017.

## Palmarès

### Individual: 2 (0−2)
| Llegenda                          |
| --------------------------------- |
| Grand Slams (0−0)                 |
| ATP Finals (0−0)                  |
| ATP World Tour Masters 1000 (0−0) |
| ATP World Tour 500 (0−1)          |
| ATP World Tour 250 (0−1)          |

| Títols per superfície |
| --------------------- |
| Dura (0−0)            |
| Gespa (0−0)           |
| Terra batuda (0−2)    |

| Resultat  | Núm. | Data                | Torneig            | Superfície   | Oponent       | Marcador         |
| --------- | ---- | ------------------- | ------------------ | ------------ | ------------- | ---------------- |
| Finalista | 1.   | 6 de febrer de 2011 | Santiago, Xile     | Terra batuda | Tommy Robredo | 2−6, 6−2, 6−7(5) |
| Finalista | 2.   | 27 d'abril de 2014  | Barcelona, Espanya | Terra batuda | Kei Nishikori | 2−6, 2−6         |

### Dobles masculins: 1 (0−1)
| Llegenda (pre/post 2009)                                 |
| -------------------------------------------------------- |
| Grand Slams (0−0)                                        |
| Tennis Masters Cup / ATP Finals (0−0)                    |
| ATP Masters Series / ATP World Tour Masters 1000 (0−0)   |
| ATP International Series Gold / ATP World Tour 500 (0−0) |
| ATP International Series / ATP World Tour 250 (0−1)      |

| Títols per superfície |
| --------------------- |
| Dura (0−0)            |
| Gespa (0−0)           |
| Terra batuda (0−1)    |

| Resultat  | Núm. | Data                 | Torneig        | Superfície   | Parella      | Oponents                     | Marcador    |
| --------- | ---- | -------------------- | -------------- | ------------ | ------------ | ---------------------------- | ----------- |
| Finalista | 1.   | 22 de juliol de 2012 | Gstaad, Suïssa | Terra batuda | Robert Farah | Marcel Granollers Marc López | 4−6, 6−7(9) |

## Trajectòria

### Individual
| Open d'Austràlia | A   | Q1  | A   | A           | 2R          | 2R          | 2R    | 1R          | 1R          | 2R          | 2R    | 1R          | A           | A           | A           | 0 / 8     | 5 – 8     |
| Roland Garros | A   | 1R  | 1R  | 1R          | 1R          | 1R          | 3R    | 1R          | 1R          | 2R          | 1R    | 1R          | 2R          | Q3          | A           | 0 / 12    | 4 – 12    |
| Wimbledon | A   | Q2  | A   | Q1          | 1R          | 1R          | 1R    | 2R          | 3R          | 3R          | 1R    | Q1          | Q1          | Q1          | NC          | 0 / 7     | 4 – 7     |
| US Open | A   | Q1  | Q1  | Q2          | 1R          | 1R          | 1R    | 1R          | 1R          | 1R          | Q3    | 2R          | Q2          | 1R          | A           | 0 / 8     | 1 – 8     |
| Jocs Olímpics | NC  | NC  | A   | No celebrat | No celebrat | No celebrat | 2R    | No celebrat | No celebrat | No celebrat | A     | No celebrat | No celebrat | No celebrat | No celebrat | 0 / 1     | 1 – 1     |
| Total Victòries–Derrotes                                                                                                   | 3−1 | 1−5 | 4−9 | 1−4         | 20−24       | 31−27       | 21−21 | 16−25       | 29−29       | 22−28       | 11−14 | 6−11        | 1−3         | 2−3         | 0−1         | 168 − 205 | 168 − 205 |
| Rànquing a final d'any | 175 | 141 | 163 | 107         | 64          | 55          | 57    | 69          | 32          | 70          | 91    | 227         | 253         | 274         | 318         |           |           |
| Llegenda: G: Guanyador; F: Finalista; SF: Semifinalista; QF: Quarts de final; Q: Qualificació; A: Absent; RR: Round Robin; |     |     |     |             |             |             |       |             |             |             |       |             |             |             |             |           |           |

### Dobles masculins
| Open d'Austràlia | 1R   | 1R   | 1R   | 1R          | 1R          | 2R          | 1R  | 0 / 7   | 1 – 7   |
| Roland Garros | 1R   | 1R   | 1R   | A           | 1R          | 2R          | A   | 0 / 5   | 1 – 5   |
| Wimbledon | 1R   | 1R   | A    | 1R          | 1R          | 1R          | A   | 0 / 5   | 0 – 5   |
| US Open | 1R   | 1R   | A    | A           | 2R          | 2R          | A   | 0 / 4   | 2 – 4   |
| Jocs Olímpics | NC   | NC   | 1R   | No celebrat | No celebrat | No celebrat | A   | 0 / 1   | 0 – 1   |
| Total Victòries–Derrotes                                                                                                   | 0−10 | 4−11 | 5−12 | 3−7         | 9−16        | 7−15        | 0−2 | 28 − 74 | 28 − 74 |
| Rànquing a final d'any | −    | 324  | 235  | 292         | 106         | 169         | −   |         |         |
| Llegenda: G: Guanyador; F: Finalista; SF: Semifinalista; QF: Quarts de final; Q: Qualificació; A: Absent; RR: Round Robin; |      |      |      |             |             |             |     |         |         |